# Masdevallia parvula
Masdevallia parvula är en orkidéart som beskrevs av Rudolf Schlechter. Masdevallia parvula ingår i släktet Masdevallia och familjen orkidéer. Inga underarter finns listade i Catalogue of Life.